# Kapliczka Matki Boskiej Śnieżnej pod Złotą Górką
Kapliczka Matki Boskiej Śnieżnej – kapliczka na Trzonce w Beskidzie Małym, znajdująca się przy zielonym szlaku turystycznym z Przełęczy Targanickiej do Porąbki, poniżej Przełęczy pod Złotą Górką.
Kapliczka znajduje się na kamiennej podmurówce i ma dach z okapem podpartym dwoma kolumienkami. W kaplicy znajduje się rzeźba „upadek Chrystusa pod krzyżem” i obraz Matki Bożej namalowany przez Józefa Łaszczaka z Porąbki, obok kapliczki drewniana rzeźba Chrystusa i ławeczki, za kapliczką ołtarz. W pierwszą niedzielę sierpnia o godz. 1200 w kapliczce odprawiana jest tradycyjna msza odpustowa.
Kapliczkę wybudował w XVII wieku jeden z mieszkańców pobliskiego osiedla Trzonka, prawdopodobnie jako wotum wdzięczności. Gdy został powołany do wojska austriackiego ślubował, że zrobi to, gdy szczęśliwie wróci do domu. Według niektórych źródeł kapliczka należy do wsi Czaniec, jednak umieszczona obok niej tabliczka informacyjna podaje, że należy do parafii w Porąbce i mapa Geoportalu potwierdza jej przynależność do tej wsi.
Tuż pod kapliczką wypływa źródełko wody, według miejscowej ludności uznawanej za leczniczą.
 Przełęcz Targanicka – Mała Bukowa – Bukowski Groń – Porębski Groń – kapliczka Matki Boskiej Śnieżnej – Przełęcz Bukowska – Trzonka – Porąbka

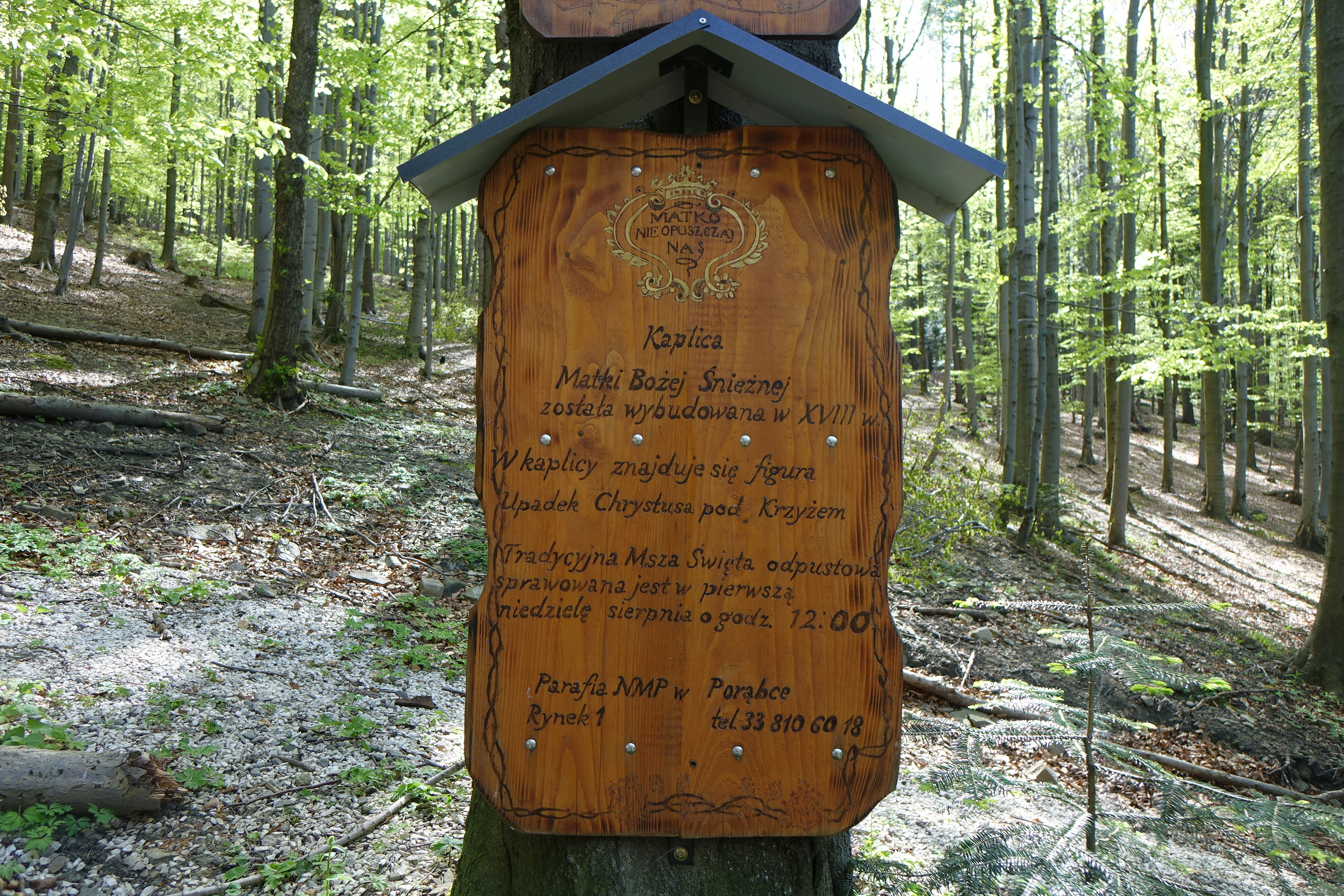
Tablica informacyjna
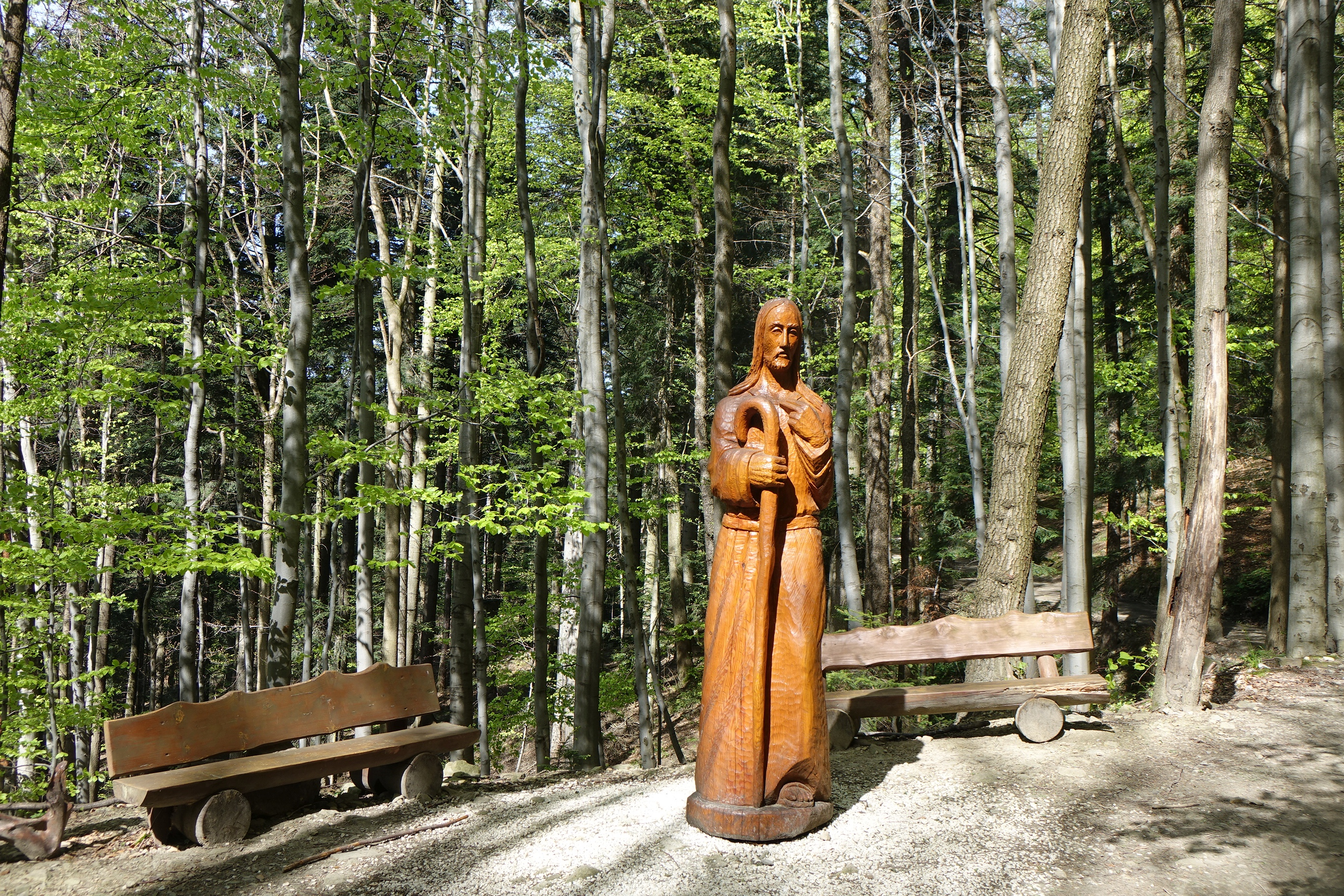
Rzeźba przy kapliczce
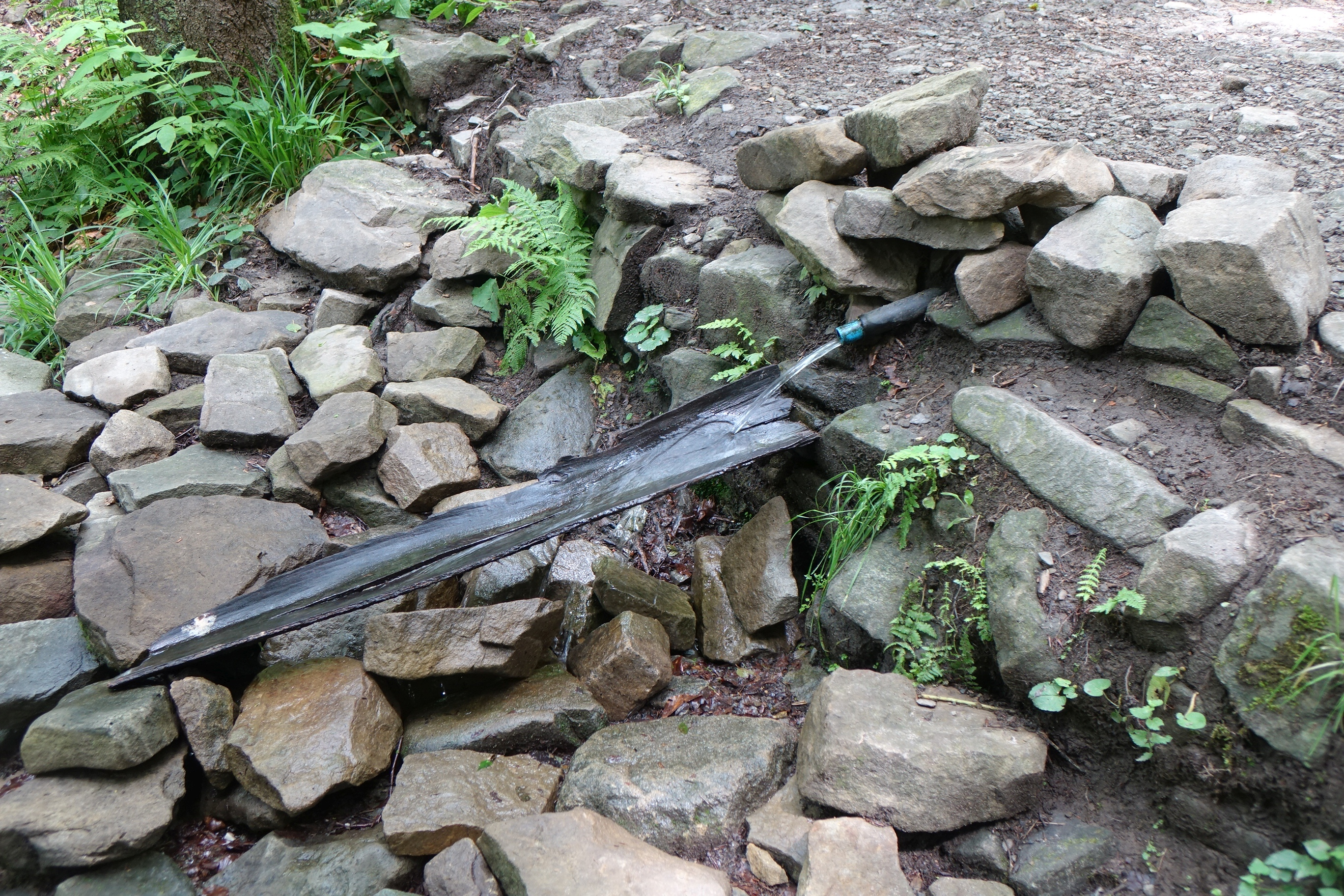
Źródełko
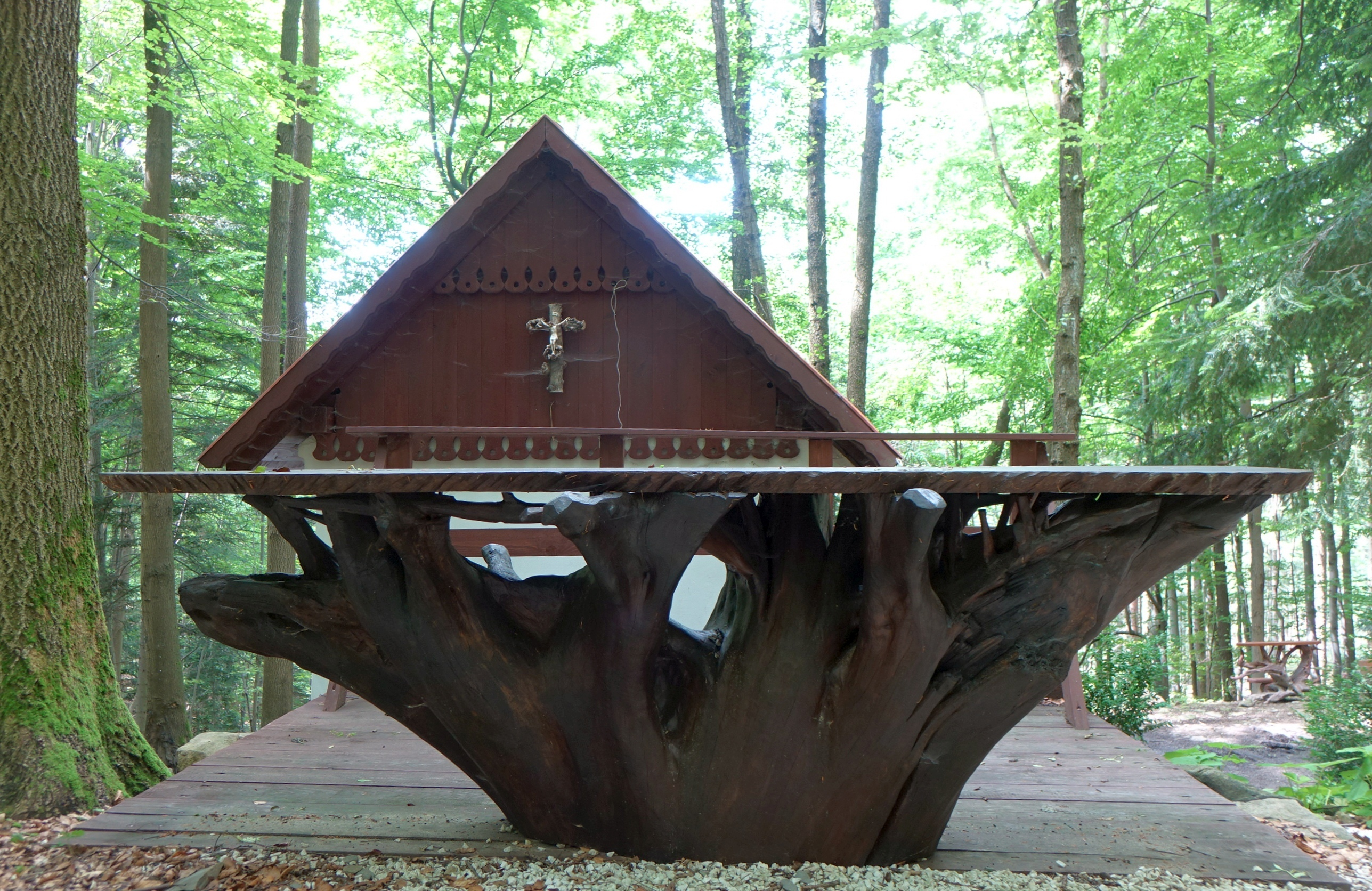
Ołtarz